# Parabuthus setiventer
Espèce
Parabuthus setiventer est une espèce de scorpions de la famille des Buthidae.

## Distribution
Cette espèce est endémique de la région d'Erongo en Namibie. Elle se rencontre vers Gobabeb.

## Description
Le mâle holotype mesure 50,1 mm, les mâles mesurent de 45,0 à 50,7 mm et les femelles de 46,5 à 56,7 mm.

## Publication originale
- Prendini & Esposito, 2010 : « A reanalysis of Parabuthus (Scorpiones: Buthidae) phylogeny with descriptions of two new Parabuthus species endemic to the Central Namib gravel plains, Namibia. » Zoological Journal of the Linnean Society, vol. 159, no 3, p. 673-710 (texte intégral).